# Thăng hoa tình dục
Thăng hoa tình dục (tiếng Anh: sexual sublimation), còn được gọi là biến tố tình dục, trong một số truyền thống tôn giáo, là việc chuyển hóa năng lượng tình dục thành sự sáng tạo, do đó tạo điều kiện cho hành vi nhận thức bí ẩn.
Trong tâm lý học, thăng hoa là sự chuyển hóa năng lượng tình dục hoặc dục tình thành một hành động hoặc tình cảm khác để làm quên đi thôi thúc tình dục. Điều này dựa trên niềm tin rằng, năng lượng tình dục, một chức năng sáng tạo của loài người, có thể được dùng để tạo ra một sức sống tinh thần hơn là thể xác và khoái cảm.
Cụm từ có nghĩa là chuyển hóa năng lượng tình dục thô thành phương tiện chuyên chở bản chất tinh thần. Nhiều trường mô tả năng lượng này là năng lượng sống, năng lượng tinh thần prana, ojas, shakti, tummo, hoặc kundalini.